# Peplometus
Peplometus är ett släkte av spindlar. Peplometus ingår i familjen hoppspindlar.
Kladogram enligt Catalogue of Life:
| Peplometus | \| \| Peplometus biscutellatus \| \| \| \| \| \| Peplometus chlorophthalmus \| \| \| \| |
|            | \| \| Peplometus biscutellatus \| \| \| \| \| \| Peplometus chlorophthalmus \| \| \| \| |
|            | Peplometus biscutellatus                                                                |
|            |                                                                                         |
|            | Peplometus chlorophthalmus                                                              |
|            |                                                                                         |